# Jaden Smith
Jaden Christopher Syre Smith (Malibu, Kalifornia, 1998. július 8. –) amerikai rapper, énekes, dalszerző, táncos és színész, Will Smith és Jada Pinkett Smith fia.
Első filmszerepét a 2006-ban bemutatott A boldogság nyomában című filmben kapta, ahol apja mellett mutatta meg színészi tehetségét, majd a 2008-as Amikor megállt a Föld című filmben szerepelt. A karate kölyök című 2010-ben bemutatott filmben Jackie Chan oldalán állt a kamerák elé. 2013-ban pedig A Föld után című filmben játszott.
2014 novemberében adta ki második mixtapejét, a CTV2-t. Három évnyi munka után kiadta debütáló albumát 2017-ben, a Syre-t. A második stúdióalbuma, az Erys 2019. július 5-én jelent meg, a harmadik, a CTV3: Cool Tape Vol. 3 pedig 2020 augusztusában jelent meg.
Smith 2017-ben a Netflix által létrehozott "The Get Down" nevű amerikai dráma sorozat két epizódjában szerepelt, illetve az amerikai-japán Neo Yokio című animéhez kölcsönözte a hangját.

## Fiatalkora
Jaden Smith 1998. július 8-án született Malibuban, Kaliforniában, Jada Pinkett Smith és Will Smith gyermekeként. Van egy idősebb bátyja, Trey, aki 1992-ben született Smith első házasságából, illetve van egy húga is, Willow Smith, aki 2000-ben született. Smith a New Village Leadership Akadémiára járt iskolába, mielőtt szülei javaslatára magántanuló lett. A filmszerepek, és a kötelezettségek, valamint ismert szülei lévén nem volt igazi gyermekkora, így nem tudott barátkozni normális gyerekekkel. A gördeszkázás rabja lett, mert így nem volt felismerhető.
Smith és testvérei a Zambi projekt ifjúsági nagykövetei voltak, és a Hasbroval közösen segítséget nyújtottak az AIDS által sújtott területeken zambiai gyermekeknek.

## Karrierje

### Színészként
Smith jelentős szerepet játszott a 2006-os A boldogság nyomában című filmben, ahol Christopher szerepében Chris Gardner fiát kellett játszania, akit igazi apja Will Smith személyesített meg. A szerepért 2007-ben az MTV Movie Awards díjkiosztón díjat vehetett át. A következő film a 2008-as Scott Derickson féle science fiction film, az Amikor megállt a Föld című alkotásban Jacob Benson szerepében láthatták a nézők. A film az 1951-es eredeti film feldolgozása volt.
2010-ben Jackie Channal együtt a A karate kölyök című filmben szerepelt, mely szintén egy feldolgozása volt az eredeti 1984-es filmnek. 2013 májusában Will Smith és fia Jaden együtt játszottak az After Earth A Föld után című filmben, majd 2014-ben bejelentették a Karate Kölyök 2 folytatását Jackie Channal. A filmet Brech Eisner rendezi, producerként Will Smith és James Lassiter neve szerepel, melyet Zak Penn írt.
2014 áprilisában Smith játszott a "The Good Lord Bird" című filmben, mely James McBride 2013-as azonos nevű regényén alapul. Smith Henrik Shacklefordot alakítja, egy fiatal rabszolgát, aki 1857-ben élt Kansas területén.
Ezek után Smith szünetet tartott, hogy megkezdje a Cool Tape Vol. 2. munkálatait, hogy a zenére összpontosítson, majd visszatért a Netflix féle The Get Down-hoz 2017-ben, és hangját adta a Neo Yokio nevű amerikai-japán animációs televíziós sorozathoz. 2012-ben a "Nashville" című Tv-sorozatban is játszott, amiről így nyilatkozott:
"Azok a szerepek, melyekben szerepeltem, nem pontosan azok, amelyeket kerestem, de nem éreztem igazán szükségességét addig, ameddig nem jött el a "Skate kitchen" nevű gördeszkás film."
Smith a "Skate Kitchen" nevű filmmel visszatért a filmvászonra, valamint szerepel a 2018-as "Life in a Year" című filmben Cara Delevingne mellett. 2018. június 21-én megjelent a Skate Kitchen tinidráma trailer bemutatója, ahol főszereplőként mutatja be Smith-et. A filmet hivatalosan 2018. augusztus 10-én jelentették meg, azután, hogy a 2017-es téli Sundance fesztiválon is bemutatták.

### Zenészként
2010-ben Smith a kanadai Justin Bieberrel közösen megjelentették a Never Say Never című dalt, mely a Billboard Hot 100-as listán a 8. helyezést érte el, és ötszörös platina státuszt kapott. A dal szerepel a A karate kölyök című film betétdalaként is.
2012. október 1-én megjelent a The Cool Cafe  című mixtapeje, majd ennek folytatása 2014-ben a Cool Tape Vol.2. című kiadvány volt.
Smith 2014-ben kezdett dolgozni debütáló albumán, melynek munkálatai három évig tartottak. majd 2016 decemberében bejelentette, hogy debütáló albuma a Syre címet kapja. Az album első kislemeze a "Fallen" 2016. július 14-én jelent meg, majd követték a "Batman" és "Watch Me" című dalok 2017. július 14-én. Az albumot 2017. november 17-én jelentették meg. Az Icon az album megjelenésével egyidőben jelent meg, és csupán a 3. helyre került a Bubbling Hot 100 Singles Chart kislemezlistáján.
2017. december 14-én Smith bejelentette, hogy a Syre című albumot "Erys" címmel szerette volna megjelentetni. A következő album a Syre: The Electric Album címet kapta, melyet később átneveztek a Twitteren. Az album megjelenéséig Smith kiadta a "Ghost"-ot, Christian Rich közreműködésével, majd 2018. július 8-án 20. születésnapjára megjelentette az albumot, melyet először az Instagramon lehetett elérni, majd később több streaming platformon is elérhetővé tették. A Syre: The Electric Album olyan gitárközpontú elemeket tartalmaz, melyeket korábban Jimi Hendrix és a Beatles is alkalmazott a Sgt. Pepper’s Lonely Hearts Club Band című albumán.
2018. július 30-án Smith részt vett J.Cole KOD Turnéján, a hol fellépett Young Thug és az EarthGang nevű hip-hop csapat mellett, és augusztus 2-án először fellépett a Lollapaloozán. Kid Cudi beszámolt a 2018. augustus 21-én készült interjúban arról, hogy nagyra tartja Smith-et, és szeretne vele egy közös albumot készíteni, amit Smith is támogatott.
Smithre nagy hatással van Kid Cudi, Kanye West, Kurt Cobain és Tycho. Smith beszélt az inspirációiról, hogy kik inspirálják, és azt mondta, hogy Kurt Cobain, Kid Cudi és Kanye is inspirál, mivel mindannyiunknak egy a hazája. Will Smith azt mondta fia szavaira: "Zenélni kezdett, majd filmre váltott, filmekkel kezdtem, majd zenére váltottam. Néztem rá, és azt mondtam, hogy nem feltétlenül a siker az ami inspirálja az embert."
2019. április 19-én Jaden megjelentette második stúdióalbumát, az Erys-t, amely a 12. helyen debütált a Billboard 200-on. Az albumon dolgozott együtt többek között Kid Cudival ("On My Own"), Tyler, the Creatorrel ("NOIZE") és ASAP Rockyval ("Chateau").
2020. július 24-én Smith kiadta a "Cabin Fever"-t, a harmadik stúdióalbumáról, a CTV3: Cool Tape Vol. 3-t, amely a Cool Tape trilógia utolsó része lett. Az albumon együttműködött Justin Bieberrel, a "Falling For You" című dalon.

### Egyéb munkái
Smith saját ruhamárkát hozott létre, mely az MSFTSrep nevet kapta. A termékek között kapucnis pulóver, póló, nadrág, mellény is található. 2013 májusában Smith a koreai tervezővel, Choi Bum Suk-kel hozott létre egy pop-up áruházat, melyben a vásárlók ruhákat vásárolhatnak.
Smith 2016-ban felkeltette a világ figyelmét azzal, hogy Louis Vuitton női szoknyát viselt egy kampányban. Smith elmondta, hogy azért visel női szoknyát, mert megpróbál harcolni a megfélemlítés ellen, mondván: Ha öt év múlva egy gyereket szoknyában viszel iskolába, nem fognak megverni. Smith volt az első férfi modell, aki Louis Vuitton női szoknyán viselt magán. Smith 2018-ban létrehozta a G-Star divatmárkát.
Smith 12 éves korában  a Just Water nevű vízszűrő rendszereket értékesítő cégnek volt az üzlettársa, akik megpróbáltak egy olyan olcsó és használható vízszűrő rendszert létrehozni, ahol szegényebb területeken, és országokban is segítséget nyújt a vízinfrastruktúrában, és környezetbarátibb építési módszert hoz létre. 2018. augusztus 27-én a Just Water hivatalosan is elindult az Egyesült Királyságban.

## Magánélete
Smith a szülők egyetértésével 15. születésnapjára egy emancipációs döntést kért. melyről apja, Will Smith az alábbiakat nyilatkozta a médiának:
Általában nem hiszünk a büntetésben, így mindössze annyit kell tennie a gyermeknek, hogy meg tudja magyarázni, miért tette azt, amit tett, és gondolkozzon el tettein. Ezáltal a gyerekek nem tartoznak szigorú szülői felügyelet alá.
Apa és fia 2013. május 15-én együtt megjelentek a "The Ellen DeGeneres Show" műsorban ahol Smith az alábbiakat nyilatkozta:
Míg az ember otthon lakik a szüleivel, minden ingyenes, semmiért nem kell fizetni, így bármit megkaphatok amit szeretnék, és ezáltal biztos hogy 20 vagy 30 évig ott fogok élni. Apa azt mondja, hogy amint van egy olyan filmem, ami sikeresebb, mint az övé, megkapom a saját házamat.
Smith 2017 júniusában elköltözött a szülei házából, egy 4 millió dolláros villába a Hidden Hillsen.
Smith élénk összeesküvés elméletei és kijelentései gyakran vita tárgyát képezi, mely magában foglalja az illuminátusról szóló elméleteit a földön kívül hittel.
2013-ban Smith kritizálta a hagyományos oktatást, és azt tanácsolta az embereknek, hogy ne járjanak iskolába, mivel a normál iskolába járó gyerekek szörnyű tinédzserek.
Smith 2015-től 2017-ig kapcsolatban volt Sarah Snyderrel, aki a Syre albumon több dalt is inspirált.
Vegetáriánus, indított egy éttermet, ahol hajléktalanoknak ajánlott ingyen vegán ételeket. Laktózérzékenységgel diagnosztizálták. Gyengülő egészsége miatt visszatért e vegetarianizmushoz.

### Szexuális irányultsága
Smith szexualitása sokáig kérdéses volt. Több nővel is randevúzott, majd a rapper 2018 novemberében azt mondta, hogy kapcsolatban van Tyler, the Creatorrel, amely kijelentést az utóbbi elutasította.

## Diszkográfia

### Stúdióalbumok
- Syre (2017)
- Erys (2019)
- CTV3: Cool Tape Vol. 3 (2020)

### Mixtape-ek
- The Cool Cafe: Cool Tape Vol. 1 (2012)
- CTV2 (2014)
- The Sunset Tapes: A Cool Tape Story (2018)

## Filmográfia

### Film
| Év   | Magyar cím                              | Eredeti cím                    | Szerep                  | Magyar hang     | Megjegyzés |
| ---- | --------------------------------------- | ------------------------------ | ----------------------- | --------------- | --- |
| 2006 | A boldogság nyomában                    | The Pursuit of Happyness       | Christopher Gardner Jr. | Penke Bence     | Teen Choice Award for Choice Movie Chemistry MTV Movie Award for Breakthrough Performance PFCS Award for Best Performance by Youth in a Leading or Supporting Role – Male Jelölve – Teen Choice Award for Choice Movie Breakout Male Jelölve – NAACP Image Award for Outstanding Supporting Actor in a Motion Picture Jelölve – Black Reel Award for Best Breakthrough Performance Jelölve – Broadcast Film Critics Association Award for Best Young Actor                |
| 2008 | Amikor megállt a Föld                   | The Day the Earth Stood Still  | Jacob Benson Jr.        | Glósz András    | Saturn Award for Best Performance by a Young Actor |
| 2010 | A karate kölyök                         | The Karate Kid                 | Dre Parker              | Ducsai Ábel     | BET Award for YoungStars Award Young Artist Award for Best Leading Young Actor in a Feature Film Jelölve – Teen Choice Award for Choice Summer Movie Star – Male Jelölve – Kids Choice Award for Favorite Movie Actor Jelölve – MTV Movie Award for Biggest Badass Star Jelölve – NAACP Image Award for Outstanding Actor in a Motion Picture Jelölve – Black Reel Award for Best Actor Jelölve – Black Reel Award for Best Song Jelölve – Empire Award for Best Newcomer |
| 2011 | Justin Bieber: Soha ne mondd, hogy soha | Justin Bieber: Never Say Never | Önmaga                  | eredeti nyelven | |
| 2013 | A Föld után                             | After Earth                    | Kitai Raige             | Timon Barna     | Arany Málna díj a legrosszabb férfi főszereplőnek Arany Málna díj a legrosszabb filmes párosnak (Will Smith-szel) Jelölve – MTV Movie Award for Summer's Biggest Teen Bad Ass Star |
| 2018 |                                         | Skate Kitchen                  | Devon                   |                 | |
| 2020 |                                         | Justin Bieber: Seasons         | Önmaga                  |                 | cameoszerep |
| 2020 |                                         | Impractical Jokers: The Movie  | Önmaga                  |                 | |
| 2020 | Egy év az élet                          | Life in a Year                 | Daryn                   | Jéger Zsombor   | [ 67 ] |

### Televízió
| Év        | Cím                | Szerep                  | Megjegyzések                  |
| --------- | ------------------ | ----------------------- | ----------------------------- |
| 2003–2006 | All of Us          | Reggie                  | Recurring role (6 epizód)     |
| 2008      | Zack és Cody élete | Travis                  | Epizód: "Romancing the Phone" |
| 2016–2017 | The Get Down       | Marcus "Dizzee" Kipling | Főszerep (11 epizódon át)     |
| 2017      | Neo Yokio          | Kaz Kaan                | hangja; főszerep              |
| 2017      | Nashville          | Önmaga                  |                               |
| 2022      | Entergalactic      | Jordan                  |                               |

## Díjak

### Arany Málna díj
- 2014 díj: legrosszabb férfi főszereplő: A Föld után
- 2014 díj: legrosszabb filmes páros (Will Smith-szel együtt): A Föld után

### Szaturnusz-díj
- 2009: Legjobb teljesítmény fiatal színésztől

### BET Awards
- 2011: YoungStars Award

### Phoenix Film Critics Society
- 2006: Best Performance by a Youth in a Lead or Supporting Role – Male

### Teen Choice Award
- 2007: Choice Movie: Chemistry (Will Smith-szel együtt)

### The Queerties
- Style Trendsetter (2018)

### Young Artist Awards
- Best Performance in a Feature Film – Leading Young Actor

### YouTube Creator Awards
- Arany Youtube Creator Reward

## Turnék
- Vision Tour: A North American Journey (2018)

- Willow & Erys Tour (Willow Smith-szel) (2019)
- Igor Tour (Tyler, the Creatorrel) (2019)